# Rezolucja Rady Bezpieczeństwa ONZ nr 1757
Rezolucja Rady Bezpieczeństwa ONZ nr 1757 została uchwalona 30 maja 2007 podczas 5686. posiedzenia Rady, odbywającego się w Nowym Jorku.
Rezolucją powołano Trybunał Specjalny dla Libanu, mający za zadanie zbadanie i osądzenie sprawy zamachu bombowego na byłego libańskiego premiera Rafika al-Haririego, 14 lutego 2005 w Bejrucie, w którym oprócz premiera zginęło ponad 20 innych osób, a wiele zostało rannych.
Rezolucje poprzedzające niniejszą, dotyczące zamachu na premiera Libanu, a wymienione w niej: 1595 z 7 kwietnia 2005, 1636 z 31 października 2005, 1644 z 15 grudnia 2005, 1664 z 29 marca 2006 i 1748 z 27 marca 2007.